# Hamuliakovo
Hamuliakovo (bis 1927 slowakisch „Gutora“ – 1927–1948 „Gutor“; deutsch Gutern, ungarisch Gutor – bis 1907 Gútor) ist eine Gemeinde im Okres Senec in der Slowakei. Der Ort liegt etwa 20 km südöstlich von Bratislava beim Beginn des Stausees Gabčíkovo an der Donau und hat etwa 1200 Einwohner.
Das Dorf wurde 1222 (1249?) erstmals als Gutt schriftlich erwähnt und wurde 1948 aus nationalpolitischen Gründen zu Ehren des slowakischen Nationalerweckers Martin Hamuljak in Hamuliakovo umbenannt.

## Bevölkerung
| Jahr                | 1994 | 2004     | 2014     | 2024     |
| ------------------- | ---- | -------- | -------- | -------- |
| Anzahl der Personen | 778  | 1108     | 1674     | 3036     |
| Unterschied         |      | +42,41 % | +51,08 % | +81,36 % |

| Jahr                | 2023 | 2024    |
| ------------------- | ---- | ------- |
| Anzahl der Personen | 2927 | 3036    |
| Unterschied         |      | +3,72 % |

## Heiligkreuz-Kirche

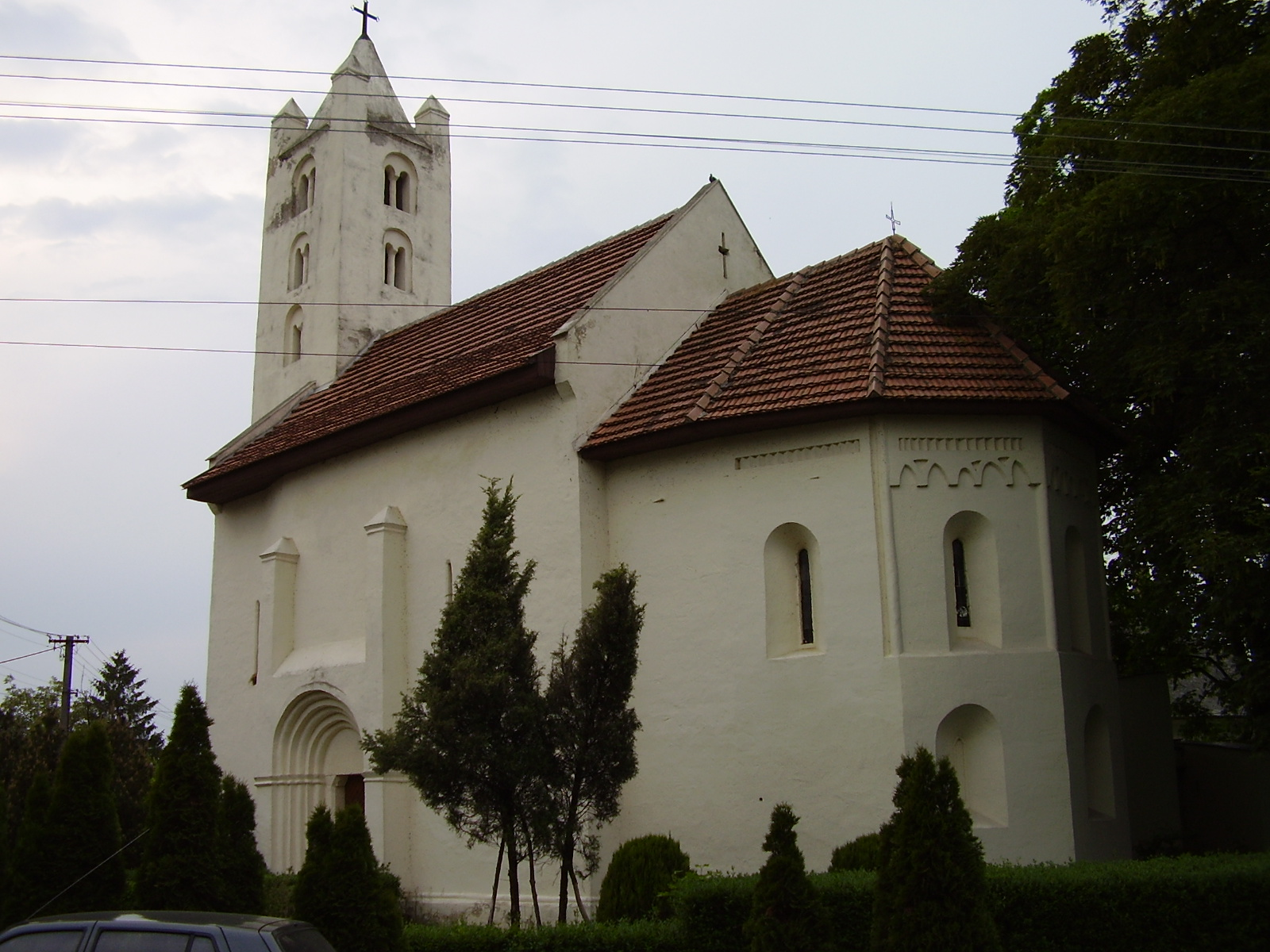
Kirche des Hl. Kreuzes

Die römisch-katholische Kirche zum Hl. Kreuz in Hamuliakovo stammt aus dem 13. Jahrhundert und gehört zu den bedeutendsten romanischen Kirchen der Slowakei. Ihr jetziges Aussehen ist das Ergebnis mehrerer Instandsetzungen in der Zeit des Barock und im 19. und 20. Jahrhundert.
Einzigartig sind die Fresken aus der zweiten Hälfte des 14. Jahrhunderts. Es handelt sich um gotische Wandmalereien mit Motiven alter Kirchensymbole.